# Айрапетян, Рафик Арменакович
Рафик Арменакович Айрапетян (7 апреля 1929 — 21 февраля 2008) — советский и российский скульптор. Работал в области станковой и монументальной скульптуры, одна из наиболее известных работ — памятник Денису Давыдову (Верхняя Маза).

## Краткая биография
Родился 7 апреля 1929 года в городе Кафане Армянской ССР (ныне Капан, Армения). Учился в Ереванском художественном училище им. Ф. П. Терлемезяна (1947—1951), затем в Государственной академии художеств Латвийской ССР (1952—1958), ныне Латвийская Академия художеств. Его учителями были Эмиль Мелдерис, Карлис Земдега, Теодор Залькалн. С 1958 года жил и работал в Ульяновске. Умер 21 февраля 2008 года, похоронен на Северном (Ишеевском) кладбище (Ульяновск).
Член Союза художников СССР с 1964 года. В 1970 году награждён юбилейной медалью «За доблестный труд». Занесён в Золотую книгу Почета города Ульяновска (2002).
Дочь — Каринэ Рафиковна Айрапетян.

## Работы

Скульптурная группа на площади 30-летия Победы г. Ульяновска. Фрагмент памятника.

- Бюст Героя Советского Союза В. Н. Деева в Ульяновске (1958)[7]
- Памятник Денису Давыдову в селе Верхняя Маза (1960, бронза)[8]
- Памятник-бюст Герою России В. П. Носову в городе Сенгилее (1965)[9][10]
- Обелиск «Скорбящая мать» на площади 30-летия Победы в рабочем поселке Карсун (1968)[6][11]
- Памятник Павшим в годы Великой Отечественной войны солдатам в рабочем поселке Майна (1973)[2][6][12]
- Скульптурная группа «Гвардейское знамя» на площади 30-летия Победы Ульяновска (1975)[2][13][14][15]
- Памятник-бюст академику К.А. Тимирязеву , около Опытной станции в посёлке Тимирязевский Ульяновского района (1979)[2][16]
- Мемориальный комплекс «Скорбящая мать» в Новоульяновске (1985)[2][17][18][19]
- Памятник-бюст Герою Советского Союза военврачу Ф. М. Михайлову в Ульяновске (1987)[2][20][21][22]

## Галерея

Памятник Д. В. Давыдову в селе Верхняя Маза (Ульяновская область).
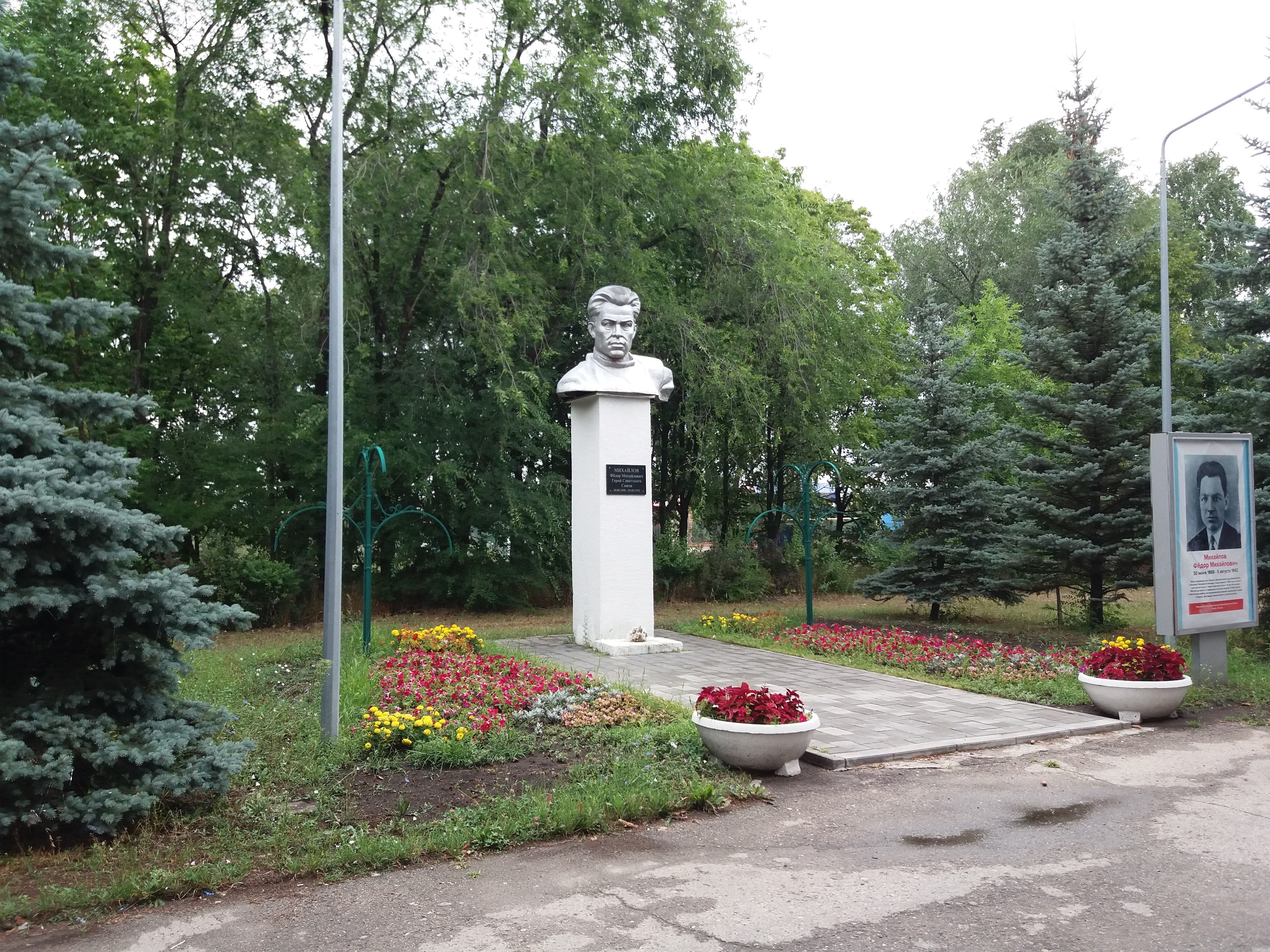
Памятник врачу Михайлову Ф. М. (Ульяновск)
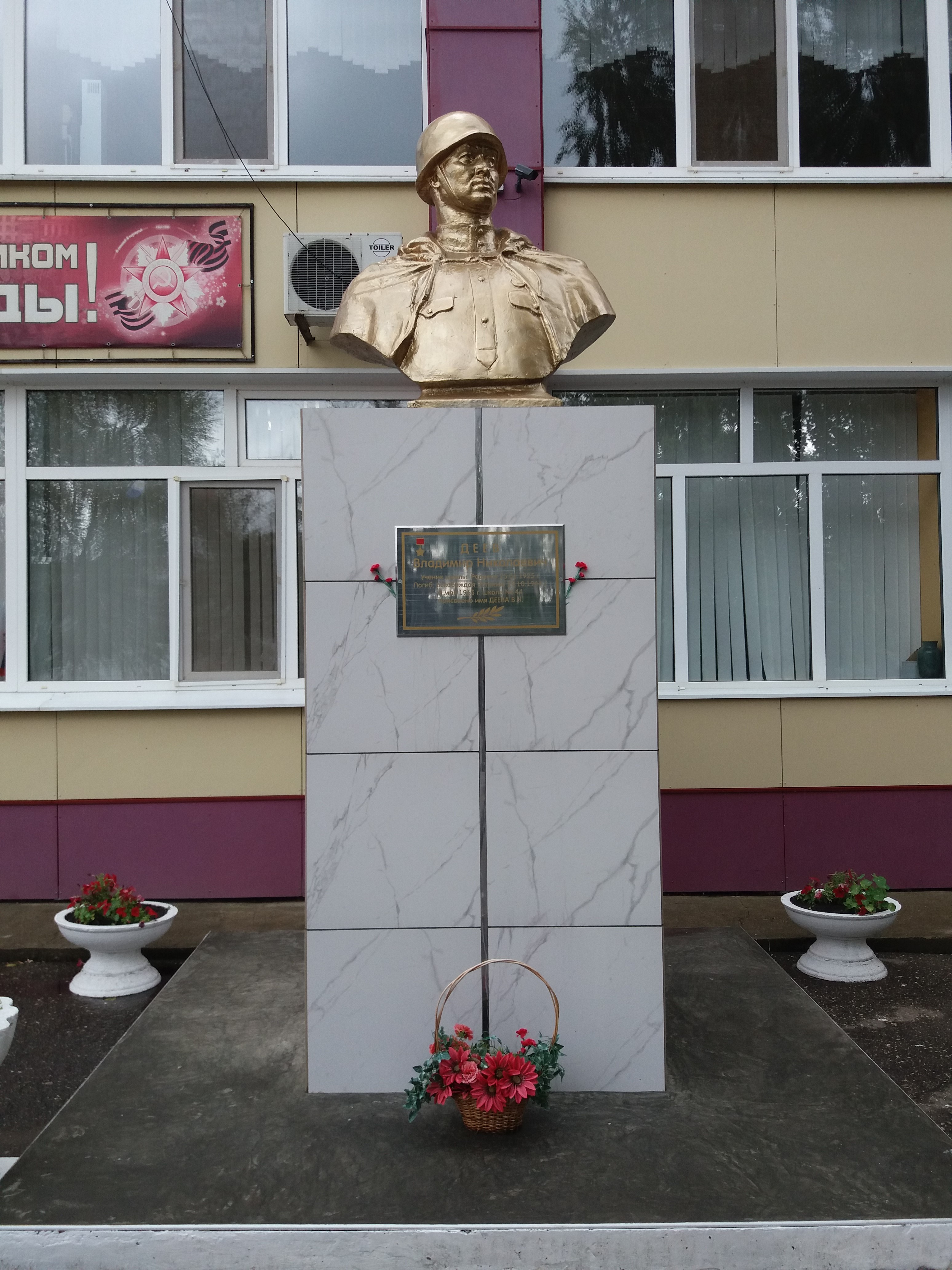
Памятник В. Дееву (Гимназия № 44 (Ульяновск)).